# Sozialdemokratische Partei Südtirols
Sozialdemokratische Partei Südtirols (alemany Partit Socialdemòcrata Sudtirolès, SPS) fou un partit polític del Tirol del Sud, actiu entre 1972 i 1982. D'inspiració socialdemòcrata, fou fundat per Hans Dietl i Wilhelhm Erschbaumer. Hans Dietl havia estat conseller regional pel Südtiroler Volkspartei de 1963 a 1972 i fou expulsat del partit per oposar-se públicament a l'acord amb el govern italià, conegut com a Pacchetto.
A les eleccions regionals de Trentino-Tirol del Sud de 1973 va obtenir el seu millor resultat, amb el 5,1% i dos consellers provincials. Després, però, va perdre vots davant el SVP, que va admetre diversos corrents interns, i finalment es va dissoldre el 1982, quan Erschbaumer va reingressar al SVP.